# Обшорон
Обшорон (тадж. Обшорон) — посёлок городского типа в Согдийской области Таджикистана, входит в Матчинский район.
Возник как посёлок при свинцово-цинковом руднике. Статус посёлка городского типа с 1953 года. Имеется камнерезный завод. Название «Обшорон» получил в 2013 году, ранее назывался Куруксай.

## Население
| 1959 | 1970 | 1979 | 1989 | 2013 | 2021 | 2022 |
| ---- | ---- | ---- | ---- | ---- | ---- | ---- |
| 2823 | 2970 | 2883 | 3196 | 3000 | 3500 | 3500 |